# Contigny
Contigny település Franciaországban, Allier megyében. Lakosainak száma 575 fő (2022. január 1.). Contigny La Ferté-Hauterive, Monétay-sur-Allier, Saint-Loup, Saint-Pourçain-sur-Sioule, Saulcet és Verneuil-en-Bourbonnais községekkel határos.

## Népesség
A település népességének változása:
| Lakosok száma | 637  | 533  | 542  | 593  | 615  | 601  | 592  | 580  | 575  | 575  |
|               | 1968 | 1982 | 1990 | 2006 | 2013 | 2015 | 2017 | 2019 | 2020 | 2022 |